# Джуит Кар Кампъни
„Джуит Кар Кампъни“ (Jewett Car Company) е американска промишлена компания от кроя на 19 век до началото на 20 век, която е произвеждала трамваи.
Компанията е основана през 1893 г. в Джуит, Охайо, където се намира нейният първи завод. През 1904 г. компанията се мести от Джуит в Нюарк, Охайо, но запазва първоначалното си име. Новото място е на улица „Саут Уилямс“ и се разпростира на около 40 декара. Скоро след това заводът се нарежда сред най-големите работодатели в Нюарк, а клиент на компанията става градската управа на Сан Франциско, която купува няколко трамвая.
Компанията произвежда повече от 2000 трамвая, които се използват в 26 американски щата и в Канада.
„Джуит Кар Кампъни“ престава да съществува през 1919 г., когато автомобилите започват да изместват масовия обществен транспорт.
|  | Тази страница частично или изцяло представлява превод на страницата Jewett Car Company в Уикипедия на английски. Оригиналният текст, както и този превод, са защитени от Лиценза „Криейтив Комънс – Признание – Споделяне на споделеното“, а за съдържание, създадено преди юни 2009 година – от Лиценза за свободна документация на ГНУ. Прегледайте историята на редакциите на оригиналната страница, както и на преводната страница, за да видите списъка на съавторите. ВАЖНО: Този шаблон се отнася единствено до авторските права върху съдържанието на статията. Добавянето му не отменя изискването да се посочват конкретни източници на твърденията, които да бъдат благонадеждни. |